# Victor Hedman
Victor Erik Olof Hedman (Örnsköldsvik, 18 de dezembro de 1990) é um jogador sueco de hóquei no gelo profissional, atual capitão do Tampa Bay Lightning na National Hockey League (NHL).
Hedman foi selecionado pelo Lightning como a segundo escolha geral no Draft da NHL de 2009 e fez sua estreia naquele ano.
Amplamente considerado um dos melhores defensores da NHL, Hedman é finalista do Prêmio James Norris Memorial por seis vezes, vencendo o prêmio em 2018. Ele conquistou a Stanley Cup em temporadas consecutivas com o Lightning em 2020 e 2021, e foi agraciado com o Prêmio Conn Smythe como o MVP em 2020.

## Carreira de jogador

### Júnior

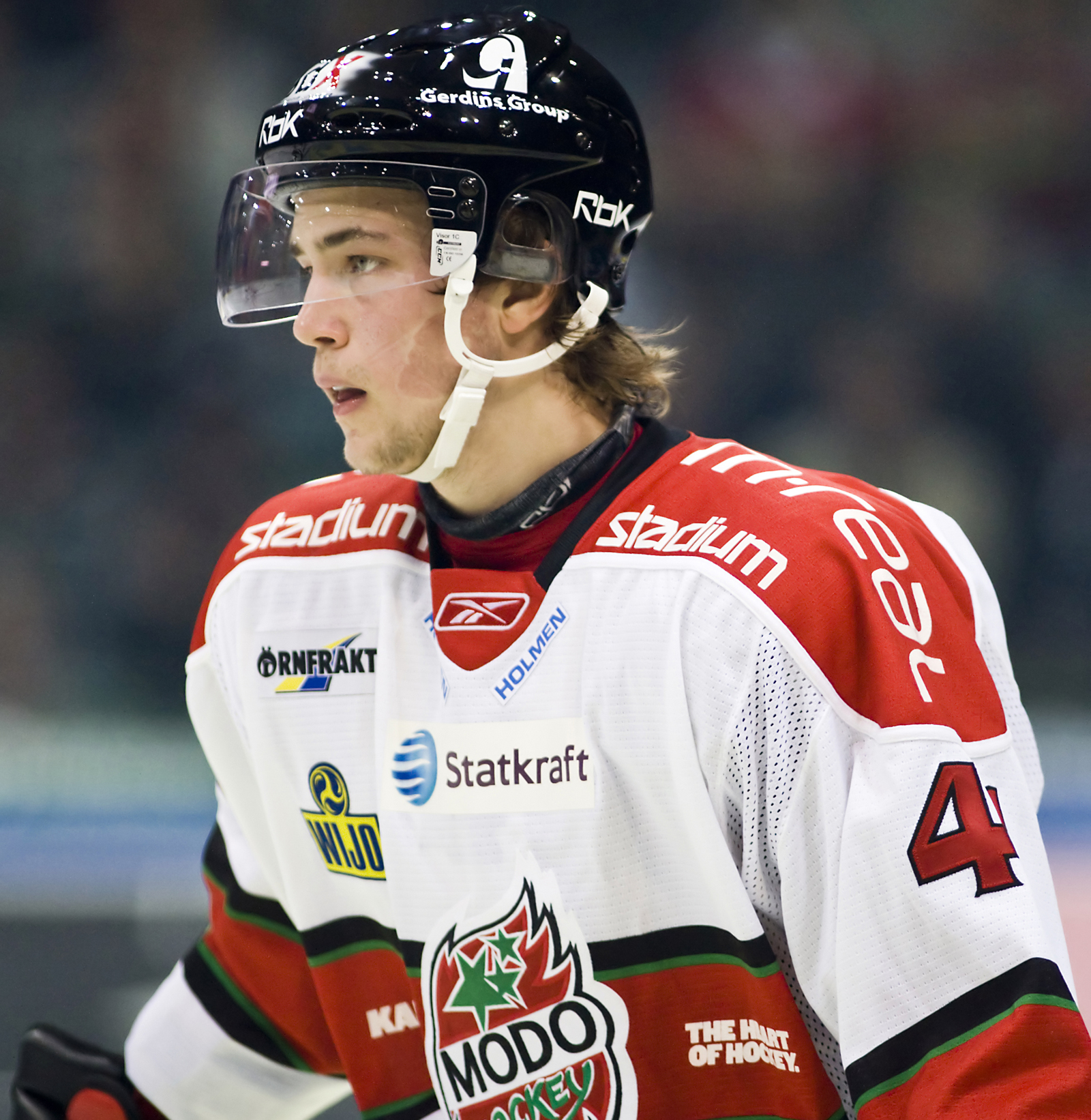
Hedman com Modo Hockey em setembro de 2008

Hedman iniciou sua carreira júnior de hóquei no gelo na Suécia jogando pelo Modo Hockey. Ele registrou 25 pontos em 34 jogos durante sua primeira temporada completa na liga em 2006–07. Hedman então se tornou profissional e se juntou a Liga Sueca aos 16 anos. Na temporada de 2008–09, ele foi nomeado para o Prêmio de Melhor Calouro da liga. Após sua atuação no Campeonato Mundial Sub-20 de 2009 pela Suécia, Hedman foi listado no topo das classificações dos patinadores europeus pela Central de Olheiros da NHL. Apesar da pouca probabilidade de Hedman jogar na Rússia, ele foi draftado na 83ª posição pelo Spartak Moscou da Kontinental Hockey League (KHL) em 1 de junho de 2009.
Durante o Draft da NHL de 2009, Hedman foi classificado como o segundo jogador e o melhor jogador europeu. Ele foi selecionado Tampa Bay Lightning como a segunda escolha geral, atrás de John Tavares selecionado pelo New York Islanders.
Hedman tem sido comparado ao defensor vencedor do Troféu Memorial Hart, Chris Pronger, que também mede 1,98 m e pesa 99 kg, e que também foi selecionado como o segundo geral.

### Tampa Bay Lightning (2009–Presente)

#### Primeiros anos em Tampa (2009–2013)
Hedman fez sua estreia na NHL pelo Lightning em 3 de outubro de 2009 contra o Atlanta Thrashers. Ele registrou seu primeiro ponto, uma assistência, em um gol de Martin St. Louis. Seu primeiro gol na NHL foi marcado em 5 de dezembro contra o New York Islanders. A temporada de 2009–10, a temporada de calouro de Hedman, terminou com ele jogando 74 jogos, com quatro gols, 16 assistências e 20 pontos.

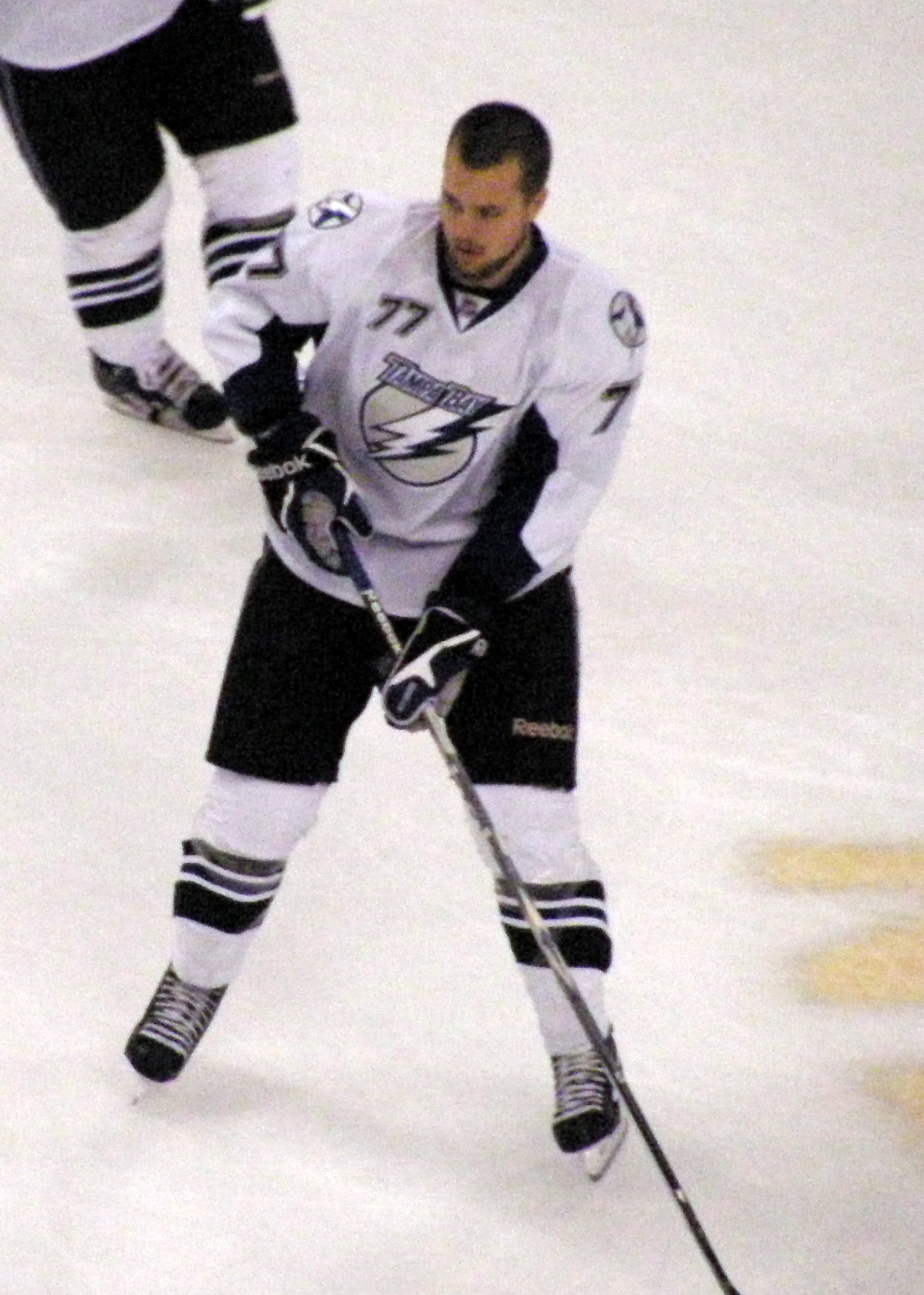
Hedman com o Lightning em maio de 2011

Em 5 de janeiro de 2011, na metade da sua segunda temporada na NHL em 2010–11, Hedman acertou o capitão do Pittsburgh Penguins, Sidney Crosby, por trás. O lance foi um dos dois que foram eventualmente responsabilizados por causar uma grave concussão em Crosby, que o manteve fora de jogo pelo resto da temporada e pela maior parte da temporada de 2011–12. Após terminar a temporada de 2010–11 com três gols, 23 assistências e 26 pontos em 79 jogos e ajudar o Lightning a garantir uma vaga nos playoffs pela primeira vez desde 2007, Hedman fez sua estreia nos playoffs em 13 de abril de 2011 contra os Penguins. Em 15 de abril, no Jogo 2, Hedman registrou sua primeira assistência e ponto nos playoffs em um gol de Eric Brewer. Hedman e o Lightning fizeram uma surpreendente corrida profunda nos playoffs de 2011, eventualmente derrotando os Penguins em sete jogos (após estar inicialmente atrás por 3–1 na série) e então varrendo o Washington Capitals, líderes da Conferência Leste, em quatro jogos na segunda rodada, antes de serem derrotados pelos campeões da Stanley Cup, Boston Bruins, nas Finais da Conferência Leste em sete jogos, ficando a uma vitória de chegar às Finais da Stanley Cup.
Em 29 de novembro de 2011, logo no início da temporada de 2011–12, Hedman assinou uma extensão de contrato de cinco anos e US$20 milhões com o Tampa Bay Lightning.
Em 25 de setembro de 2012, foi anunciado que Hedman havia assinado um contrato com o Barys Astana da KHL durante a greve da NHL de 2012–13. Em janeiro de 2013, após o fim da greve, Hedman retornou à NHL, jogando 44 dos 48 jogos da temporada encurtada e registrando quatro gols, 16 assistências e 20 pontos.

#### Estrela em ascensão e vitória do Troféu Norris (2013–2019)
Durante a temporada de 2013–14, Hedman teve uma temporada de destaque, alcançando a melhor marca da carreira em gols (13), assistências (42) e pontos (55) em 75 partidas jogadas. No Jogo 4 da primeira rodada dos playoffs, ele marcou seu primeiro gol nos playoffs contra o Montreal Canadiens. No entanto, os Canadiens venceram o jogo por 4–3, completando a varrida por 4 jogos a 0.
Hedman começou a temporada de 2014–15 mantendo o alto nível de desempenho. No entanto, seu forte início foi interrompido quando sofreu uma fratura no dedo em um jogo contra o Vancouver Canucks em 18 de outubro de 2014, o que foi esperado para deixá-lo fora de jogo por quatro a seis semanas. Na época da lesão, Hedman estava empatado na liderança entre os defensores da NHL com sete pontos e era considerado um possível candidato ao Prêmio James Norris Memorial de Melhor Defensor do Ano. Apesar da lesão, Hedman teve uma temporada produtiva com o Lightning, marcando 10 gols, 28 assistências e 38 pontos em 59 jogos jogados. Após o Jogo 2 das Finais da Stanley Cup contra o Chicago Blackhawks, Hedman registrou dois pontos com duas assistências em gols de Cédric Paquette e Jason Garrison, garantindo o título de líder de pontos por um defensor do Lightning em uma única temporada de playoffs, com um gol, 11 assistências e 12 pontos até aquele momento nos playoffs. Em 8 de junho, durante o Jogo 3 das Finais, ele registrou assistências em gols de Ryan Callahan e Paquette, estabelecendo o recorde da franquia para mais assistências (20) e pontos (23) nos playoffs por um defensor, superando Dan Boyle, que anteriormente detinha o recorde com três gols e 19 assistências (22 pontos). O Lightning acabou perdendo a série para os Blackhawks em seis jogos e Hedman terminou os playoffs com um gol e 13 assistências, totalizando 14 pontos em 26 jogos.
Em 20 de maio de 2016, Hedman registrou duas assistências em uma vitória por 4–3 sobre o Pittsburgh Penguins no Jogo 4 das Finais da Conferência Leste dos playoffs de 2016, com gols de Ryan Callahan e Jonathan Drouin. As duas assistências fizeram com que Hedman ultrapassasse Vincent Lecavalier (28) e Brad Richards (29) para se tornar o segundo jogador com mais assistências nos playoffs na história da franquia. No Jogo 6, Hedman jogou seu 64º jogo de playoffs na carreira, tornando-se o líder em jogos de playoffs jogados pelo Lightning. A equipe acabaria perdendo para os Penguins em sete jogos na terceira rodada dos playoffs, com a derrota por 2–1 no Jogo 7 resultando em uma derrota por 4–3 na série, ficando a uma vitória de uma segunda aparição consecutiva nas Finais da Stanley Cup.
Em 10 de janeiro de 2018, Hedman foi nomeado para o All-Star Game da NHL de 2018, tornando-se o único defensor na história do Lightning a ser nomeado para múltiplos All-Star Game. No entanto, ele não pôde jogar devido a uma lesão e foi substituído pelo companheiro de equipe Brayden Point. Em 8 de fevereiro, Hedman registrou um gol em uma vitória por 5–2 sobre o Vancouver Canucks, ultrapassando Pavel Kubina para o maior número de gols por um defensor na história do Lightning. Em 3 de março, ele registrou um jogo de quatro pontos em uma vitória por 7–6 na disputa de pênaltis contra o Philadelphia Flyers, tornando-se o único defensor na história do Lightning a registrar múltiplos jogos com 4+ pontos. Hedman terminou a temporada de 2017–18 com 17 gols e 46 assistências, totalizando 63 pontos em 77 jogos, ajudando o Lightning a retornar aos playoffs e a terminar a temporada como a principal equipe da Conferência Leste. Nos playoffs de 2018, Hedman e o Lightning tiveram outra longa corrida nos playoffs, derrotando o New Jersey Devils em cinco jogos e o Boston Bruins em cinco jogos nas duas primeiras rodadas antes de serem derrotados na Final da Conferência Leste em sete jogos pelo Washington Capitals, ficando uma vitória longe de chegar à Final da Stanley Cup mais uma vez. Hedman encerrou os playoffs com um gol e 10 assistências, totalizando 11 pontos em 17 jogos disputados. Em 20 de junho, durante o Prêmio da NHL de 2018, Hedman venceu o Prêmio James Norris Memorial pela primeira vez em sua carreira, sendo a segunda nomeação consecutiva. Ele foi o primeiro defensor na história do Lightning a vencer o prêmio.
Em 29 de dezembro de 2018, Hedman registrou sua 300ª assistência na NHL em um gol de Nikita Kucherov contra o Montreal Canadiens. Em 10 de janeiro de 2019, Hedman jogou sua 663ª partida com o Lightning em uma vitória por 3–1 sobre o Carolina Hurricanes, superando Pavel Kubina para o maior número de jogos disputados por um defensor na história do Lightning. Em 10 de fevereiro, Hedman registrou seu 400º ponto na NHL com uma assistência em um gol de Yanni Gourde em uma vitória por 5–4 sobre o Pittsburgh Penguins. Em 5 de março, ele ultrapassou Dan Boyle para o maior número de pontos em power play por um defensor na história do Lightning (127) com uma assistência em um gol de Brayden Point em uma vitória por 5–2 sobre o Winnipeg Jets. Hedman terminou a temporada de 2018–19 jogando 70 jogos com 12 gols, 42 assistências e 54 pontos. O Lightning conquistou seu primeiro Troféu dos Presidentes como campeões da temporada regular, empatando com o Detroit Red Wings de 1995–96 por um recorde da liga de 62 vitórias em uma temporada de 82 jogos. Apesar da dominância na temporada regular, o Lightning surpreendentemente foi eliminado na primeira rodada dos playoffs pelo Columbus Blue Jackets. Na eliminação por 4–0 na série, Hedman não conseguiu marcar pontos nos dois primeiros jogos e perdeu os dois jogos finais devido a uma lesão não revelada no Jogo 2. Hedman foi finalista do Prêmio Norris pela terceira temporada consecutiva, que eventualmente foi concedido ao capitão do Calgary Flames, Mark Giordano.
Em 5 de dezembro de 2019, Hedman marcou seu 100º gol na NHL em uma derrota por 5–4 contra o Minnesota Wild. Ele se tornou o primeiro defensor na história do Lightning a registrar 100 gols na temporada regular e o sétimo defensor nascido na Suécia a alcançar essa marca. Hedman foi finalista do Prêmio Norris pela quarta temporada consecutiva, mas o prêmio foi para o capitão do Nashville Predators, Roman Josi. Em 31 de agosto, ele marcou o gol da vitória e o gol que decidiu a segunda rodada dos playoffs contra o Boston Bruins. O gol foi o quarto da série e o quinto dos playoffs para Hedman, estabelecendo um recorde de franquia para o maior número de gols por um defensor em uma única série de playoffs. O Lightning venceu o Dallas Stars em seis jogos nas Finais da Stanley Cup de 2020, conquistando seu segundo título na história da franquia. Hedman foi premiado com o Troféu Conn Smythe como o MVP dos playoffs. Seus 10 gols durante os playoffs de 2020 foram os terceiros maiores por um defensor na história dos playoffs da NHL, atrás apenas de Paul Coffey (12 em 1985) e Brian Leetch (11 em 1994).

#### Sucesso contínuo, Stanley Cup e Troféu Conn Smythe (2019–2024)
Em 16 de março de 2021, Hedman registrou seu 500º ponto na NHL com uma assistência em um gol de Steven Stamkos em uma vitória por 4–3 na prorrogação contra o Dallas Stars. Em 17 de abril, ele registrou sua 400ª assistência na NHL em um gol de Erik Černák em uma derrota por 5–3 para o Florida Panthers, tornando-se o primeiro defensor na história da franquia a atingir essa marca. Hedman registrou nove gols e 36 assistências para 46 pontos em 55 jogos da temporada de 2020–21, que foi reduzida para 56 jogos devido à pandemia de COVID-19. Hedman foi finalista do Prêmio Norris pela quinta temporada consecutiva, mas o prêmio foi para Adam Fox do New York Rangers. Hedman e o Lightning foram bi-campeões da Stanley Cup em 2021 ao derrotar o Montreal Canadiens em cinco jogos.
Em 9 de maio de 2022, Hedman foi nomeado finalista do Prêmio Norris pela sexta temporada consecutiva após terminar a temporada de 2021–22 com recordes pessoais em gols (20), assistências (65) e pontos (85), e jogando em todos os 82 jogos pela primeira vez em sua carreira. O Prêmio Norris acabou indo para Cale Makar do Colorado Avalanche. Hedman e o Lightning chegaram às Finais da Stanley Cup pela terceira vez consecutiva (quarta vez no total para a carreira de Hedman), onde o Lightning foi derrotado em seis jogos pelo Colorado Avalanche.
Em 11 de fevereiro de 2023, Hedman registrou sua 500ª assistência em um gol de Anthony Cirelli em uma vitória por 3–1 sobre o Dallas Stars, tornando-se o 33º defensor na história da NHL a atingir essa marca. Hedman terminou a temporada de 2022–23 com nove gols, 40 assistências e 49 pontos em 76 jogos disputados.
Hedman jogou seu 1.000º jogo na NHL em uma vitória por 4–0 contra o Dallas Stars em 4 de dezembro de 2023. Hedman terminou a temporada de 2023–24 jogando em 78 jogos, com 13 gols, 63 assistências e 76 pontos.

#### Anos recentes (2024–Presente)
Em 2 de julho de 2024, Hedman assinou uma extensão de contrato de quatro anos e US$32 milhões com o Lightning, que o manterá até a temporada de 2028–29, com um salário anual de US$8 milhões.

## Carreira na seleção
Hedman jogou pela Suécia no Campeonato Mundial Sub-20 de 2008, onde ajudou a equipe a conquistar a medalha de prata, perdendo para o Canadá por 3–2 na final. Mais tarde, ele se tornou um dos jogadores mais jovens a jogar pela equipe masculina da Suécia quando fez sua estreia aos 17 anos em um amistoso contra a Noruega.
Em 2 de março de 2016, a Federação Sueca convocou Hedman para sua equipe para o Campeonato Mundial de 2016. Ele foi acompanhado pelo companheiro de equipe do Lightning, Anton Strålman. O torneio ocorreu de 17 de setembro a 1 de outubro de 2016 em Toronto.
Em 15 de abril de 2017, a Federação Sueca convocou Hedman para sua equipe para o Campeonato Mundial de 2017. Em 28 de abril, Hedman foi nomeado como capitão adjunto para o torneio. Em 21 de maio, ele ajudou a equipe da Suécia a conquistar o ouro com uma vitória por 2–1 sobre o Canadá.

## Vida pessoal
Hedman tem dois irmãos mais velhos: Oscar Hedman, que também foi jogador de hóquei profissional, e Johan Hedman, que não joga profissionalmente.
Quando criança, Hedman começou a jogar como goleiro. Ele também jogava hóquei nas ruas com seus amigos, incluindo o famoso piloto de iRacing, Fredrik Sellgren. Seu pai, Olle, disse a ele que se ele saísse do gol, compraria o novo capacete que ele desejava. Desde aquele dia, Hedman não voltou a jogar no gol. Victor comentou: "Sou grato por isso agora. Você nunca sabe o que teria acontecido de outra forma."
Em 2014, Hedman iniciou uma escola de hóquei em sua cidade natal. As vagas na escola esgotaram em duas horas. Hedman disse: "Ver a empolgação nos olhos das crianças, tudo vale a pena."
Em uma entrevista de 2016 com The Hockey News, Hedman explicou por que usa o número 77 na camisa. Durante sua infância na Suécia, ele assistia regularmente aos jogos do Colorado Avalanche; um dos jogadores estrela do Avalanche na época, Peter Forsberg, é sueco. Um momento marcante para Hedman ocorreu na conclusão das Finais da Stanley Cup de 2001, quando o capitão do Avalanche, Joe Sakic, entregou a Stanley Cup ao companheiro de equipe Ray Bourque (um dos jogadores favoritos de Hedman), que havia jogado 22 anos na NHL antes de ganhar um título. Hedman usava o número 41 na Suécia, mas quando foi draftado pelo Lightning, esse número já estava sendo usado por Mike Smith. Hedman escolheu o novo número, 77, como um tributo a Bourque.

## Estatísticas da carreira
| 2008–09 | Modo Hockey         | SHL    | 43    | 8   | 14  | 22  | 52  | —   | —  | —  | —   | —  |
| 2009–10 | Tampa Bay Lightning | NHL    | 74    | 4   | 16  | 20  | 79  | —   | —  | —  | —   | —  |
| 2010–11 | Tampa Bay Lightning | NHL    | 79    | 3   | 23  | 26  | 70  | 18  | 0  | 6  | 6   | 8  |
| 2011–12 | Tampa Bay Lightning | NHL    | 61    | 5   | 18  | 23  | 65  | —   | —  | —  | —   | —  |
| 2012–13 | Barys Astana        | KHL    | 26    | 1   | 20  | 21  | 70  | —   | —  | —  | —   | —  |
| 2012–13 | Tampa Bay Lightning | NHL    | 44    | 4   | 16  | 20  | 31  | —   | —  | —  | —   | —  |
| 2013–14 | Tampa Bay Lightning | NHL    | 75    | 13  | 42  | 55  | 53  | 4   | 1  | 2  | 3   | 2  |
| 2014–15 | Tampa Bay Lightning | NHL    | 59    | 10  | 28  | 38  | 40  | 26  | 1  | 13 | 14  | 6  |
| 2015–16 | Tampa Bay Lightning | NHL    | 78    | 10  | 37  | 47  | 46  | 17  | 4  | 10 | 14  | 14 |
| 2016–17 | Tampa Bay Lightning | NHL    | 79    | 16  | 56  | 72  | 47  | —   | —  | —  | —   | —  |
| 2017–18 | Tampa Bay Lightning | NHL    | 77    | 17  | 46  | 63  | 54  | 17  | 1  | 10 | 11  | 10 |
| 2018–19 | Tampa Bay Lightning | NHL    | 70    | 12  | 42  | 54  | 44  | 2   | 0  | 0  | 0   | 10 |
| 2019–20 | Tampa Bay Lightning | NHL    | 66    | 11  | 44  | 55  | 31  | 25  | 10 | 12 | 22  | 24 |
| 2020–21 | Tampa Bay Lightning | NHL    | 54    | 9   | 36  | 45  | 28  | 23  | 2  | 16 | 18  | 8  |
| 2021–22 | Tampa Bay Lightning | NHL    | 82    | 20  | 65  | 85  | 36  | 23  | 3  | 16 | 19  | 10 |
| 2022–23 | Tampa Bay Lightning | NHL    | 76    | 9   | 40  | 49  | 42  | 5   | 0  | 3  | 3   | 2  |
| 2023–24 | Tampa Bay Lightning | NHL    | 78    | 13  | 63  | 76  | 76  | 5   | 1  | 6  | 7   | 0  |
| Totais  | Totais              | Totais | 1.121 | 165 | 606 | 771 | 864 | 165 | 23 | 94 | 117 | 94 |